# Il'ja Burov
Il'ja Alekseevič Burov (in russo Илья Алексеевич Буров?; 13 novembre 1991) è uno sciatore freestyle russo, specialista nei salti.
Ha un fratello minore, Maksim Burov, anch'egli sciatore freestyle.

## Biografia
In Coppa del Mondo ha esordito il 16 gennaio 2011 a Mont Gabriel (20º) e ha ottenuto il primo podio il 20 dicembre 2014 a Pechino (3º).
Ha rappresentato la Russia ai Giochi olimpici invernali di Soči 2014 classificandosi 16º nei salti.
Alla sua seconda partecipazione olimpica, a causa della squalifica per doping di Stato, ha gareggiato sotto la bandiera degli Atleti Olimpici dalla Russia all'Olimpiade invernale di Pyeongchang 2018, vincendo il bronzo nei salti.
Ha fatto la sua terza apparizione ai Giochi olimpici a Pechino 2022, questa volta in rappresentanza di ROC, guadagnando un altro bronzo nei salti. È stato preceduto sul podio dall'ucraino Oleksandr Abramenko, col quale si è stretto un caloroso abbraccio in segno di pace, nonostante la fortissima tensione tra i due paesi dell'est Europa.
Ha partecipato a tre edizioni dei Campionati mondiali (5º nei salti a Kreischberg 2015 il miglior risultato).

## Palmarès

### Olimpiadi
- 2 medaglie:
  - 2 bronzi (salti a Pyeongchang 2018, salti a Pechino 2022)

### Coppa del Mondo
- Miglior piazzamento in classifica generale: 11º nel 2015.
- 8 podi:
  - 2 secondi posti
  - 6 terzi posti